# PB63 Lady 2017-2018
Questa voce raccoglie le informazioni riguardanti la PB63 Lady nelle competizioni ufficiali della stagione 2017-2018.

## Stagione
La stagione 2017-2018 della PB63 Lady Battipaglia, sponsorizzata Treofan è la quarta che disputa in Serie A1 femminile. L'allenatore è Alfredo Lamberti.
A gennaio viene sostituito l'allenatore Lamberti con il vice Vincenzo Bochicchio.

## Verdetti stagionali
Competizioni nazionali
- Serie A1: (27 partite)

stagione regolare e fase a orologio: 10º posto su 10 squadre (1-21);
play-out: vince la finale contro Vigarano (3-2).

## Organigramma societario
Area dirigenziale
- Presidente: Giancarlo Rossini

Area Tecnica
- Allenatore: Alfredo Lamberti (fino al 5 gennaio 2018), Vincenzo Bochicchio (dal 6 gennaio 2018)
- Vice Allenatore: Vincenzo Bochicchio (fino al 5 gennaio 2018)
- Preparatore atletico: Elia Confessore
- Responsabile settore giovanile: Vincenzo Bochicchio
- Addetto Statistiche: Francesco Cantelmi

Area Sanitaria
- Medico sociale: Maurizio Longobardi
- Fisioterapista: Anna Della Bella

## Roster
|    | Naz.                   | Ruolo | Sportivo                | Anno | Alt. |  |        |
| -- | ---------------------- | ----- | ----------------------- | ---- | ---- |  | ------ |
| 4  | Italia (bandiera)      | PG    | Marida Orazzo           | 1994 | 175  |  | (cap.) |
| 5  | Italia (bandiera)      | A     | Clara Chicchisiola      | 1999 | 183  |  |        |
| 6  | Italia (bandiera)      | PG    | Laura Cremona           | 2000 | 174  |  |        |
| 7  | Croazia (bandiera)     | A     | Lea Miletić             | 1995 | 185  |  |        |
| 8  | Italia (bandiera)      | A     | Elena Sasso             | 2000 | 185  |  |        |
| 9  | Italia (bandiera)      | P     | Stefania Trimboli       | 1996 | 178  |  |        |
| 10 | Italia (bandiera)      | A     | Elisa Policari          | 1997 | 185  |  |        |
| 11 | Italia (bandiera)      | G     | Martina Scarpato        | 2000 | 175  |  |        |
| 12 | Italia (bandiera)      | AC    | Ruvanna Kameka Campbell | 1993 | 189  |  |        |
| 12 | Italia (bandiera)      | A     | Giorgia Codispoti       | 2000 | 180  |  |        |
| 13 | Italia (bandiera)      | G     | Giovanna Martines       | 2000 | 173  |  |        |
| 14 | Italia (bandiera)      | A     | Alice Montiani          | 2000 | 178  |  |        |
| 14 | Italia (bandiera)      | PG    | Elisa Pinzan            | 1999 | 171  |  |        |
| 15 | Italia (bandiera)      | G     | Elena Vella             | 2000 | 173  |  |        |
| 16 | Italia (bandiera)      | A     | Giulia Patanè           | 2000 | 183  |  |        |
| 20 | Italia (bandiera)      | A     | Caterina Mattera        | 2001 | 180  |  |        |
| 22 | Italia (bandiera)      | AC    | Olbis Futo Andrè        | 1998 | 192  |  |        |
| 23 | Italia (bandiera)      | G     | Francesca De Rosa       | 2001 | 172  |  |        |
| 24 | Lettonia (bandiera)    | GA    | Dita Rozenberga         | 1992 | 180  |  | [ 8 ]  |
| 32 | Italia (bandiera)      | P     | Martina Panniello       | 2001 | 172  |  |        |
| 32 | Stati Uniti (bandiera) | G     | Jori Davis              | 1989 | 175  |  |        |

## Mercato

### Sessione estiva
| Acquisti         | Acquisti                | Acquisti         | Acquisti   |
| R.               | Nome                    | da               | Modalità   |
| ---------------- | ----------------------- | ---------------- | ---------- |
| A                | Lea Miletić             | Pula Črnja Tours | definitivo |
| AC               | Ruvanna Kameka Campbell | Hélios Basket    | definitivo |
| PG               | Elisa Pinzan            | Sistema Rosa     | definitivo |
| G                | Jori Davis              | Pall. Torino     | definitivo |
| Altre operazioni |                         |                  |            |
| R.               | Nome                    | da               | Modalità   |
| PG               | Laura Cremona           | -                | -          |
| A                | Elena Sasso             | -                | -          |
| G                | Martina Scarpato        | -                | -          |
| A                | Giorgia Codispoti       | -                | -          |
| G                | Giovanna Martines       | -                | -          |
| A                | Alice Montiani          | -                | -          |
| A                | Giulia Patanè           | Rainbow Catania  | definitivo |
| A                | Caterina Mattera        | -                | definitivo |
| G                | Elena Vella             | giovanili        | definitivo |
| P                | Martina Panniello       | -                | definitivo |
| G                | Francesca De Rosa       | -                | prestito   |

| Cessioni | Cessioni                  | Cessioni          | Cessioni       |
| R.       | Nome                      | a                 | Modalità       |
| -------- | ------------------------- | ----------------- | -------------- |
| P        | Rachele Porcu             | Azzurra Orvieto   | fine contratto |
| A        | Salimata Diop             | -                 | fine contratto |
| P        | Costanza Verona           | Pall. Torino      | fine contratto |
| G        | Brooque Christia Williams | -                 | fine contratto |
| A        | Valeria Trucco            | Pall. Torino      | fine contratto |
| C        | Danielle Hamilton-Carter  | Sepsi SIC         | fine contratto |
| A        | Giara Diouf               | -                 | fine contratto |
| C        | Francesca Fabbricini      | Tigers Rosa Forlì | fine contratto |
| P        | Chiara Pastena            | Virtus Cagliari   | fine contratto |
| A        | Katerina Sōtīriou         | Olympiacos        | fine contratto |
| P        | Luisa Rauti               | -                 | fine contratto |

### Sessione primaverile
| Acquisti | Acquisti        | Acquisti       | Acquisti   |
| R.       | Nome            | da             | Modalità   |
| -------- | --------------- | -------------- | ---------- |
| GA       | Dita Rozenberga | Castors Braine | definitivo |

| Cessioni | Cessioni | Cessioni | Cessioni |
| R.       | Nome     | a        | Modalità |
| -------- | -------- | -------- | -------- |

## Risultati

### Campionato

#### Play-out
| Arbitri: | Daniele Yang Yao (Vigasio) Alberto Perocco (Ponzano Veneto) Valentina Del Monaco (Bologna) |

|            |          |               |
| Bagnara 22 | Punti    | 25 Orazzo     |
| Cupido 4   | Assist   | 4 Orazzo      |
| Zempare 16 | Rimbalzi | 10 Rozenberga |

| Arbitri: | Marco Rudellat (Nuoro) Alberto Morassutti (Sassari) Rosa Anna Nocera (Cosenza) |

|            |          |                   |
| Miletić 19 | Punti    | 24 Zempare        |
| Orazzo 4   | Assist   | 5 Bagnara, Cupido |
| Miletić 8  | Rimbalzi | 17 Zempare        |

| Arbitri: | Gabriele Gagno (Spresiano) Angelo Bramante (San Martino Buon Albergo) Rebecca Di Marco (Bologna) |

|                    |          |                 |
| Trebec, Zempare 23 | Punti    | 24 Davis        |
| Cupido 7           | Assist   | 5 Davis, Orazzo |
| Zempare 20         | Rimbalzi | 11 Rozenberga   |

| Arbitri: | Paolo Lestingi (Anzio) Alessandro Buttinelli (Cerveteri) Daniele Valleriani (Ferentino) |

|                      |          |                            |
| Davis 27             | Punti    | 21 Zempare                 |
| Orazzo, Rozenberga 3 | Assist   | 3 Cigliani, Cupido, Trebec |
| Rozenberga 12        | Rimbalzi | 17 Zempare                 |

| Arbitri: | Chiara Maschietto (Treviso) Valerio Salustri (Roma) Luca Maffei (Preganziol) |

|            |          |                  |
| Zempare 21 | Punti    | 20 Orazzo        |
| Reggiani 5 | Assist   | 3 Davis, Miletić |
| Zempare 12 | Rimbalzi | 6 Miletić        |

## Statistiche

### Statistiche di squadra
| Competizione | Punti | In casa | In casa | In casa | In casa | In casa | In trasferta | In trasferta | In trasferta | In trasferta | In trasferta | Totale | Totale | Totale | Totale | Totale | Totale |
| Competizione | Punti | G       | V       | P       | Ptf     | Pts     | G            | V            | P            | Ptf          | Pts          | G      | V      | P      | Ptf    | Pts    | Diff.  |
| ------------ | ----- | ------- | ------- | ------- | ------- | ------- | ------------ | ------------ | ------------ | ------------ | ------------ | ------ | ------ | ------ | ------ | ------ | ------ |
| Serie A1     | 2     | 12      | 1       | 11      | 769     | 868     | 10           | 0            | 10           | 579          | 824          | 22     | 1      | 21     | 1348   | 1692   | -344   |
| Play-out     |       | 2       | 1       | 1       | 140     | 134     | 3            | 2            | 1            | 204          | 212          | 5      | 3      | 2      | 344    | 346    | -2     |
| Totale       | 2     | 14      | 2       | 12      | 909     | 1002    | 13           | 2            | 11           | 783          | 1036         | 27     | 4      | 23     | 1692   | 2038   | -346   |

### Andamento in campionato
stagione regolare
| Giornata  | 1 | 2 | 3  | 4  | 5  | 6  | 7  | 8  | 9  | 10 | 11 | 12 | 13 | 14 | 15 | 16 | 17 | 18 |
| --------- | - | - | -- | -- | -- | -- | -- | -- | -- | -- | -- | -- | -- | -- | -- | -- | -- | -- |
| Luogo     | C | T | T  | C  | T  | C  | T  | C  | T  | C  | C  | C  | T  | C  | T  | C  | T  | C  |
| Risultato | P | P | P  | P  | P  | P  | P  | V  | P  | P  | P  | P  | P  | P  | P  | P  | P  | P  |
| Posizione | 8 | 9 | 10 | 10 | 10 | 10 | 10 | 10 | 10 | 10 | 10 | 10 | 10 | 10 | 10 | 10 | 10 | 10 |

Legenda:

Luogo: C = Casa; T = Trasferta. Risultato: V = Vittoria; P = Sconfitta.
fase a orologio
| Giornata  | 1  | 2  | 3  | 4  |
| --------- | -- | -- | -- | -- |
| Luogo     | C  | T  | T  | C  |
| Risultato | P  | P  | P  | P  |
| Posizione | 10 | 10 | 10 | 10 |

### Statistiche delle giocatrici
Campionato (stagione regolare, fase a orologio e play-out)
| Giocatrice              | Partite | Partite | Min. | Pun | Tiri da 2 | Tiri da 2 | Tiri da 2 | Tiri da 3 | Tiri da 3 | Tiri da 3 | Tiri Liberi | Tiri Liberi | Tiri Liberi | Rimbalzi | Rimbalzi | Rimbalzi | Palle | Palle | Stopp. | Stopp. | Ass | Falli | Falli | Val. |
| Giocatrice              | Pr      | PG      | Min. | Pun | R         | T         | %         | R         | T         | %         | R           | T           | %           | D        | O        | T        | P     | R     | S      | D      | Ass | F     | S     | Val. |
| ----------------------- | ------- | ------- | ---- | --- | --------- | --------- | --------- | --------- | --------- | --------- | ----------- | ----------- | ----------- | -------- | -------- | -------- | ----- | ----- | ------ | ------ | --- | ----- | ----- | ---- |
| Jori Davis              | 27      | 27      | 988  | 485 | 142       | 311       | 46        | 31        | 88        | 35        | 108         | 128         | 84          | 117      | 34       | 151      | 80    | 40    | 7      | 7      | 99  | 54    | 106   | 501  |
| Marida Orazzo           | 27      | 27      | 841  | 287 | 79        | 176       | 45        | 25        | 85        | 29        | 54          | 67          | 81          | 62       | 20       | 82       | 64    | 40    | 5      | 1      | 93  | 48    | 68    | 284  |
| Lea Miletić             | 26      | 26      | 678  | 241 | 90        | 179       | 50        | 9         | 28        | 32        | 34          | 57          | 60          | 82       | 48       | 130      | 70    | 32    | 7      | 14     | 32  | 83    | 48    | 206  |
| Olbis Futo Andrè        | 24      | 20      | 533  | 204 | 86        | 161       | 53        | 0         | 1         | 0         | 32          | 66          | 48          | 81       | 40       | 121      | 31    | 28    | 5      | 20     | 10  | 61    | 54    | 230  |
| Ruvanna Kameka Campbell | 11      | 11      | 302  | 94  | 34        | 89        | 38        | 4         | 14        | 29        | 14          | 27          | 52          | 62       | 20       | 82       | 19    | 19    | 6      | 8      | 13  | 25    | 24    | 112  |
| Stefania Trimboli       | 24      | 23      | 515  | 93  | 15        | 54        | 28        | 15        | 48        | 31        | 18          | 27          | 67          | 40       | 12       | 52       | 33    | 31    | 1      | 5      | 43  | 65    | 37    | 81   |
| Elisa Policari          | 26      | 24      | 391  | 87  | 21        | 64        | 33        | 8         | 40        | 20        | 21          | 35          | 60          | 32       | 15       | 47       | 48    | 6     | 4      |        | 16  | 72    | 44    | -13  |
| Elisa Pinzan            | 19      | 16      | 333  | 61  | 11        | 37        | 30        | 12        | 55        | 22        | 3           | 6           | 50          | 20       | 5        | 25       | 34    | 17    | 3      | 1      | 25  | 29    | 9     |      |
| Dita Rozenberga         | 6       | 6       | 195  | 57  | 23        | 70        | 33        | 0         | 2         | 0         | 11          | 20          | 55          | 29       | 12       | 41       | 13    | 8     | 4      |        | 15  | 22    | 30    | 54   |
| Clara Chicchisiola      | 26      | 23      | 256  | 38  | 13        | 27        | 48        | 3         | 19        | 16        | 3           | 4           | 75          | 26       | 3        | 29       | 19    | 7     |        | 4      | 5   | 23    | 7     | 17   |
| Caterina Mattera        | 26      | 16      | 144  | 20  | 10        | 17        | 59        |           |           |           |             |             |             | 14       | 6        | 20       | 3     | 2     |        |        | 9   | 17    | 3     | 27   |
| Laura Cremona           | 26      | 11      | 92   | 10  | 3         | 14        | 21        |           |           |           | 4           | 6           | 67          | 4        | 3        | 7        | 12    | 2     |        | 1      | 3   | 2     | 6     | 2    |
| Elena Vella             | 12      | 8       | 107  | 10  | 3         | 10        | 30        | 1         | 8         | 12        | 1           | 3           | 33          | 5        | 4        | 9        | 7     | 1     | 1      |        | 4   | 10    | 4     | -6   |
| Elena Sasso             | 21      | 7       | 11   | 3   | 0         | 2         | 0         | 1         | 1         | 100       |             |             |             |          |          |          |       |       |        |        |     | 1     |       |      |
| Francesca De Rosa       | 7       | 4       | 13   | 2   | 1         | 3         | 33        |           |           |           |             |             |             | 1        |          | 1        |       |       |        |        |     |       |       | 1    |